# Ahmet Gürleyen
Ahmet Gürleyen (* 26. April 1999 in Berlin) ist ein deutsch-türkischer Fußballspieler. Der Abwehrspieler steht bei Hansa Rostock unter Vertrag.

## Karriere

### Verein
Gürleyen begann seine fußballerische Laufbahn in Berlin und lief für die U-17-Mannschaften von Hertha Zehlendorf und Tennis Borussia Berlin auf. Zur Saison 2016/17 wechselte er in das Nachwuchsleistungszentrum 1. FSV Mainz 05. Dort kam er für die A-Jugend und ab 2018 für die zweite Mannschaft in der Regionalliga zum Einsatz. Im Sommer 2018 reiste er mit der Profimannschaft ins Trainingslager ins niederländische Venlo und kam in der anschließenden Bundesligasaison 2018/19 einmal als Einwechselspieler zum Einsatz. Im Oktober 2018 unterzeichnete er einen bis 2022 datierten Profivertrag, spielte aber weiterhin in der zweiten Mannschaft in der Regionalliga.
Im Februar 2020 wurde Gürleyen an den österreichischen Zweitligisten FC Liefering verliehen, der zu diesem Zeitpunkt von Bo Svensson, seinem ehemaligen Trainer bei der A-Jugend von Mainz 05, trainiert wurde. Während der Leihe kam er zu zwei Einsätzen in der 2. Liga für die Salzburger. Nach seiner Rückkehr zum 1. FSV Mainz 05 spielte er in der Saison 2020/21 zunächst viermal in der 2. Mannschaft in der Regionalliga Südwest. Am 5. Oktober 2020 wurde er schließlich bis Saisonende an den Drittligisten SV Wehen Wiesbaden verliehen. Anschließend spielte er zwei Jahre als fest verpflichteter Spieler bei Wiesbaden, ehe er im Sommer 2023 zum 1. FC Nürnberg wechselte.
Am 18. Juli 2024 gab der F.C. Hansa Rostock die Verpflichtung Gürleyens für die Drittliga-Saison 2024/25 bekannt.

### Nationalmannschaft
Gürleyen absolvierte im Februar 2018 ein Spiel für die türkische U-19-Nationalmannschaft, wechselte dann aber zum deutschen Verband und wurde für die deutsche U-19-Nationalmannschaft beim 2:2 im Spiel gegen Dänemark am 25. April 2018 eingesetzt. Seitdem steht er im Kader der deutschen U-20-Nationalmannschaft.

## Erfolge
- Aufstieg in die 2. Bundesliga: 2023
- Landespokalsieger Mecklenburg-Vorpommern: 2025